# Józef Trznadel
Józef Trznadel (ur. 25 września 1883 w Korczynie, zm. 1 września 1944 w Przemyślu) – polski urzędnik samorządowy II Rzeczypospolitej.

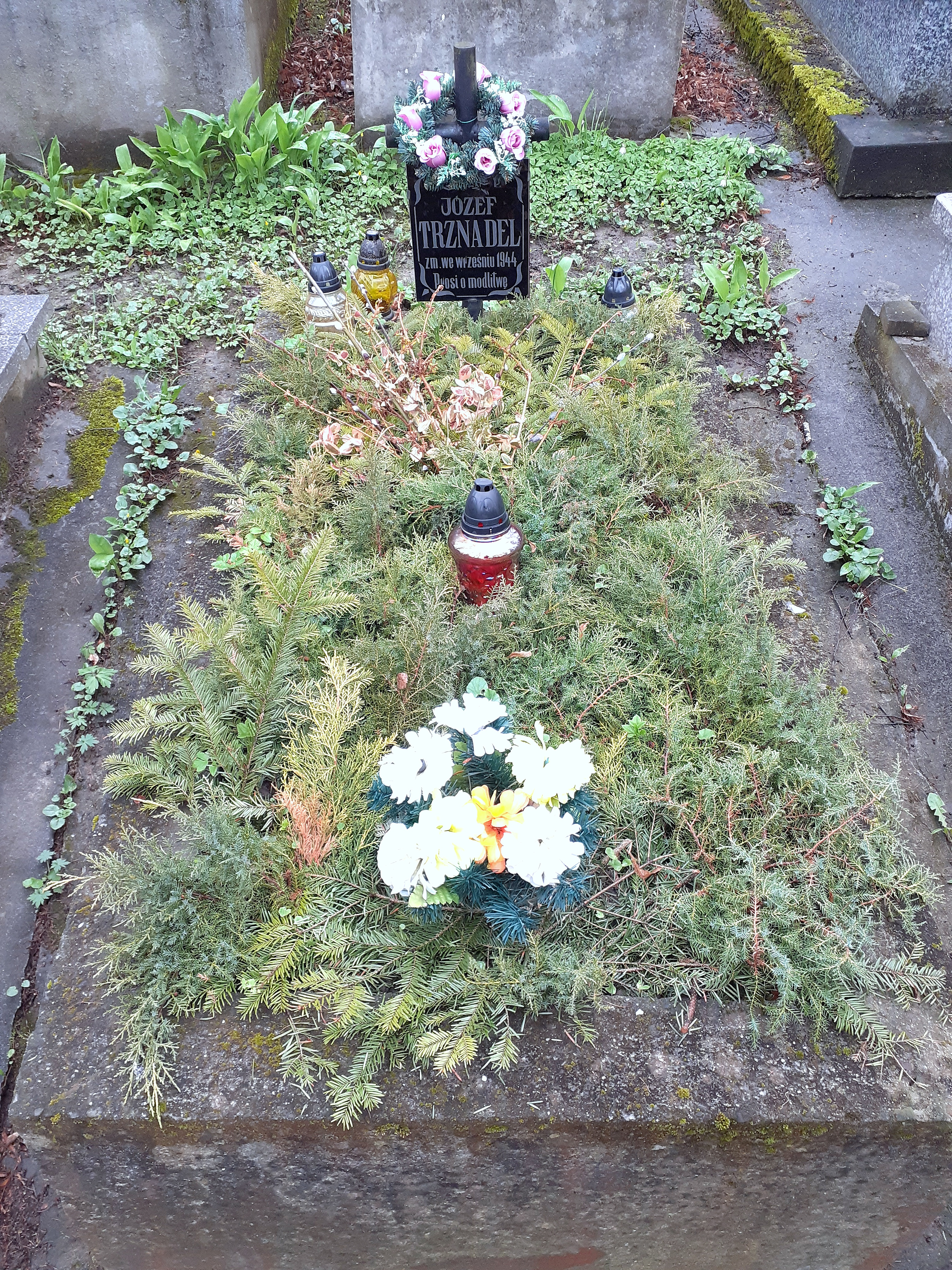
Grób Józefa Trznadla

## Życiorys
Urodził się 25 września 1883 w Korczynie jako syn Wojciecha i Marii z domu Zych. Kształcił się w Korczynie, Jaśle, zaś egzamin dojrzałości zdał w Zakładzie Naukowo-Wychowawczym Ojców Jezuitów w Chyrowie. Od 1904 studiował na Wydziale Prawa Uniwersytetu Jagiellońskiego, gdzie w 1910 uzyskał absolutorium. Tytuł magistra praw uzyskał w 1933. Przed 1910 podjął pracę w kancelarii adwokackiej dr. Feliksa Czajkowskiego w Krośnie. Od października 1915 do stycznia 1920 był zatrudniony w Fabryce Nafty W. Stawiarski i Spółka z o. p. w Krośnie.
W okresie II Rzeczypospolitej pracował w służbie samorządowej. W grudniu 1919 został skierowany do pracy w starostwie powiatu krośnieńskiego, gdzie od 15 stycznia 1920 był kancelistą namiestnictwa. W 1922 został przeniesiony do starostwa powiatu starosamborskiego, gdzie był urzędnikiem referendarskim, a po roku został tamże komisarzem powiatowym. W latach 20. był członkiem zarządu ekspozytury powiatowej w Sanoku Polskiego Towarzystwa Opieki nad Grobami Bohaterów. 17 października 1925 został mianowany referendarzem w starostwie powiatu sanockiego. W 1928 został awansowany na stanowisko wicestarosty powiatu sanockiego, będąc zastępców kolejnych starostów: Stanisława Michałowskiego, Romualda Klimowa, Bolesława Skwarczyńskiego i Wojciecha Buciora. Podczas wydarzeń z 6 marca 1930, nazwanych Marszem Głodnych w Sanoku, podjął próby powstrzymania marszu protestujących. Był zastępcą przewodniczącego sanockiego komitetu Zjazdu Górskiego w Sanoku z 1936. Decyzją z 1 lutego 1937 został przeniesiony na stanowisko wicestarosty powiatu rudeckiego. Stamtąd został przeniesiony do Leska, gdzie od 23 marca 1938 był wicestarostą powiatu leskiego. Służbę zakończył po wybuchu II wojny światowej w czasie kampanii wrześniowej 10 września 1939. Wówczas brał udział w ewakuacji leskiego starostwa w stronę wschodnią.
Po około miesiącu powrócił do Sanoka. W trakcie okupacji niemieckiej był traktowany przez władze nazistowskie jako zakładnik bezpieczeństwa III Rzeszy. W czasie nadejścia frontu wschodniego w sierpniu 1944 został zraniony odłamkiem pocisku niemieckiego. W dniach od 24 sierpnia do 21 września 1944 był leczony w szpitalu w Przemyślu. Tam zmarł wskutek odniesionych ran 1 września 1944 i został pochowany na cmentarzu komunalnym Zasanie w Przemyślu.
Od 1911 jego żoną była Katarzyna z domu Guzik, a ich dziećmi byli Celina (ur. 1911, nauczycielka, od 1937 żona inż. Stanisława Bojarczuka), Zbigniew, Józef (1918-1996, pracownik umysłowy), Ludmiła (1924-2012, żona Romana Bojarczuka); obie córki wyszły za mąż za braci Bojarczuków. Przed 1939 rodzina Trznadlów zamieszkiwała w dzielnicy Wójtostwo przy ulicy Królewskiej 35 (potem posesja przy ulicy Sadowej).